# 木下吉隆
木下吉隆（?—1598年4月25日），日本戰國時代至安土桃山時代的武將、大名。豐臣氏家臣。別名吉俊、吉種。通稱半介。

## 生平
生年不詳。出身、前半生不明，因為是木下姓，有諸多説法，甚至可能是豐臣秀吉的親族，實況不明。一說是美濃國安八郡（現今岐阜縣大垣市津村町附近）稱名寺住職的次男，稱名寺與秀吉有很深關係，在秀吉得到地位後，被轉移至長濱（現今長濱市尊勝寺町）；在本能寺之變時，該寺的住職性慶因為幫助寧等秀吉家族而立功；性慶是繼承稱名寺的哥哥的兒子，所以半介是秀吉的姪兒。
最初以右筆身份仕於秀吉。在天正11年（1583年）期間開始，負責發送秀吉的朱印狀的副狀，以奏者身份活動。在秀吉發出的大量書狀中，有木下半介的連署。
在文祿之役時，擔任馬廻眾的組頭，率領1千5百士兵駐守名護屋城。文祿2年（1593年）9月，在大友吉統被改易後，被賜予其舊領內的豐後國大野郡、直入郡、大分郡、海士邊郡2萬5千石，同月13日，加增3百石。10月3日，被任命為從五位下大膳大夫。文祿4年（1595年）7月1日，加增1萬石。
同年8月，在豐臣秀次失勢後，被任命為秀次的軟禁和監視役，更負責護送秀次前往高野山，但是在到達高野山後，自身亦被當作是秀次謀反的同謀，突然被改易，被流放到薩摩國坊津，被島津義弘軟禁。
慶長3年（1598年），在被流放前自殺（一說是被受秀吉之命的島津義久所殺（『三國名勝圖會』））。因為不是秀次的側近，卻因為秀次謀反事件而遭到處罰，被認為很可能是被捲入豐臣政權內的權力鬥爭（在『三國名勝圖會』中記載是「因為石田三成的讒言」（石田三成の為に讒せられ）而失勢）。

## 子孫
西尾光教的女兒的丈夫「木下大膳大夫」很可能是吉隆，詳細不明。如果屬實，則被外父光教取回的大膳大夫的兒子3人（西尾教次、西尾嘉教、西尾氏教）就是吉隆的遺兒（『寬政重修諸家譜』）。

## 登場作品
小說
- （作者：火坂雅志，德間書店，1999年）